# Quando Me Descobri Negra
Quando me descobri negra é um livro de 2016 escrito pela cientista social e jornalista brasileira Bianca Santana. Seu tema principal é o racismo estrutural e a obra adota uma perspectiva feminista negra.
O livro recebeu o Prêmio Jabuti na categoria de melhor ilustração.